# 産業医科大学医療技術短期大学
産業医科大学医療技術短期大学（さんぎょういかだいがくいりょうぎじゅつたんきだいがく、英語: School of Nursing and Medical Technology, University of Occupational and Environmental Health）は、福岡県北九州市八幡西区医生ヶ丘1-1に本部を置いていた日本の私立大学である。1979年に設置され、2000年に廃止された。大学の略称は医短。

## 概要

### 大学全体
- 福岡県北九州市八幡西区に所在した日本の私立短期大学で、設置主体は学校法人産業医科大学[注 1]。
- 1979年に2学科体制で開学、さらに1982年度より1専攻からなる専攻科を置く[注 2]。以後、学科数の増減はなし。
- 1995年度の入学生を最後に[注釈 2]、1999年に短期大学としての使命を終える[注釈 3]。

### 教育および研究
- 看護師・保健師・臨床検査技師の養成を執り行っていた。

### 学風および特色
- 教員は医学部と兼任者が多いものとなっていた。

## 沿革
- 1978年
  - 12月25日 左記を以て文部省[注 3]より短期大学の設置が認可される[4]。
- 1979年
  - 4月1日 産業医科大学医療技術短期大学が以下の学科体制にて開学[5]。
    - 看護学科 入学定員80名[注釈 4]
    - 衛生技術学科 入学定員40名[注釈 4]

  - 5月1日 学生数[7]/定員
    - 看護学科 61[注 4]/80
    - 衛生技術学科 42[注釈 5]/40
- 1980年
  - 5月1日 学生数[8]/定員
    - 看護学科 129[注 5]/160
    - 衛生技術学科 81[注 6]/80
- 1981年
  - 5月1日 学生数[9]/定員
    - 看護学科 185[注釈 5]/240
    - 衛生技術学科 111[注 7]/120
- 1982年
  - 1月16日 専攻科の設置が認められ、以下の課程を設ける[注 8]。
    - 地域看護学専攻 入学定員25名

  - 4月1日 看護学科の入学定員を80→60に減員[注 9]。
  - 5月1日 学生数[16]/定員
    - 看護学科 182[注釈 6]/220
    - 衛生技術学科 113[注 10]/120
- 1983年
  - 5月1日 学生数[17]/定員
    - 看護学科 173[注 11]/200
    - 衛生技術学科 110[注 12]/120
- 1985年
  - 5月1日 学生数[18]/定員
    - 看護学科 181[注釈 7]/180
    - 衛生技術学科 117[注 13]/120
- 1986年
  - 5月1日 学生数[19]/定員
    - 看護学科 181[注釈 7]/180
    - 衛生技術学科 118[注釈 8]/120
- 1987年
  - 5月1日 学生数[20]/定員
    - 看護学科 181[注釈 7]/180
    - 衛生技術学科 117[注釈 8]/120
- 1992年
  - 5月1日 学生数[注 14]/定員
    - 看護学科 179[注釈 9]/180
    - 衛生技術学科 124[注釈 10]/120
- 1995年
  - 4月1日 この年度で短期大学としての学生募集を最終とする[注釈 2]。
  - 5月1日 学生数[23]/定員
    - 看護学科 180[注釈 9]/180
    - 衛生技術学科 119[注釈 10]/120
- 1996年
  - 5月1日 学生数[24]/定員
    - 看護学科 121[注釈 7]/120
    - 衛生技術学科 80[注釈 6]/80
- 1997年
  - 5月1日 学生数[25]/定員
    - 看護学科 60[注釈 7]/60
    - 衛生技術学科 39[注 15]/40
- 1999年
  - 12月22日 左記をもって正式に廃止となる[注釈 3]。

## 基礎データ

### 所在地
- 福岡県北九州市八幡西区医生ヶ丘1-1[注釈 1]

### 象徴
- 産業医科大学医療技術短期大学のカレッジマークは右記資料を参照のこと[注 16]。

## 教育および研究

### 組織

#### 学科
- 看護学科 入学定員60名[注釈 11]
- 衛生技術学科 入学定員40名[注釈 11]

#### 専攻科
- 産業・地域看護学専攻 入学定員15名[28]

#### 別科
- なし

#### 取得資格について
受験資格
- 看護師：看護学科
- 臨床検査技師：衛生技術学科
- 保健師：専攻科

### 研究
- 『研究業績集』[32]

## 大学関係者と組織

### 大学関係者組織
- 産業医科大学医療技術短期大学の同窓会は「欅風会」と称する。詳細は関連サイトにあるウェブサイトを参照のこと。

### 大学関係者一覧
歴代学長

## 施設

### キャンパス
- 短大独自の校舎があった[30]。

### 寮
- 学内に女子寮があった。

## 対外関係

### 系列校
- 産業医科大学

## 卒業後の進路について

### 就職について
- 両学科とも、専門職として各種医療機関へ就職した人が多いものとみられる。

### 編入学・進学実績
- 看護学科卒業生は、専攻科（保健師養成課程）へ進学。専攻科は、当時、保健師養成課程のなかった九州大学医療技術短期大学部、熊本大学医療技術短期大学部、長崎大学医療技術短期大学部、山口大学医療技術短期大学部など、他大学の卒業生が入学していた。

## 関連サイト
- 欅風会（医療技術短期大学＆産業保健学部同窓会）
- 産業医科大学#設置趣旨・沿革